# Costanzo Festa
Pour les articles homonymes, voir Festa (homonymie).
Costanzo Festa (né entre 1485 et 1490, probablement dans le Piémont, près de Turin, et mort à Rome en 1545) est un compositeur italien de la Renaissance.

## Biographie
Il est né au Piémont, vers 1480, dans une famille de riches propriétaires terriens. Il était un clerc du diocèse de Turin, mais on sait peu de choses de ses études, de sa vie et de son activité artistique jusqu'en 1517. Il a peut-être été un élève de Jean Mouton en France. Très certainement en 1510-1517, il était à Ischia au service de Costanza d'Avalos. À Ischia, en 1515-1517, il était un maître de chapelle d'Alphonse, fils de Iñigo II frère de la duchesse, marquis de Vasto. À Rome en 1517, à l'époque du pape Léon X, il a fait partie des chanteurs de la Chapelle Sixtine. Là son séjour s'est poursuivi sous les pontificats de Adrien VI, Clément VII et Paul III jusqu'à sa mort.
Il a sûrement établi des relations avec la cour des Médicis à Florence. Pour le mariage d'Alexandre de Médicis avec Marguerite d'Autriche (1536), il semble avoir écrit le madrigal « Sacra pianta da quel arbor discesa ». Il a collaboré aux musiques pour le mariage de Cosme Ier de Médicis et Éléonore de Tolède, en particulier à celles exécutées pour la fête du 6 juillet 1539 dans la cour du Palais Medici dans la Via Larga.
À cette occasion, Festa a composé deux madrigaux à quatre voix: « Ardendo in dolce speme » (Florence) et « Come lieta si mostra di così bella sposa Arezzo vostra ». Toute la musique composée pour ce mariage - entre autres auteurs, on trouvait Francesco Corteccia, compositeur officiel de la cour - a été publiée en août 1539 par l'éditeur Gardano de Venise avec le titre: Musiche fatte nelle nozze dello illustrissimo duca di Firenze il signor Cosimo de Medici et della illustrissima consorte sua mad. Leonora da Tolledo.
La découverte récente de certains documents mentionne la présence de Festa à Savone dans les années 1528-1532. À Savone, il a été chanoine de la cathédrale, puis directeur de la chapelle musicale : par un acte du 11 avril 1532, Festa renonce au canonicat, en se réservant une pension annuelle de quatre ducats d'or. Le 13 mai 1532, par un acte signé à Saint-Pierre de Rome, le précédent acte a été annulé et la pension constituée a pris fin. La présence de Festa à Savone coïncide avec la création de la chapelle musicale de la cathédrale. Dans les notes des Diari Sistini à partir de 1535, rapportées par Raffaele Casimiri, apparaissent de nombreuses et incessantes absences de Festa pour des raisons de santé.
Il est mort à Rome le 10 avril 1545 et a été enterré dans l'église Santa Maria in Traspontina.

## Œuvres

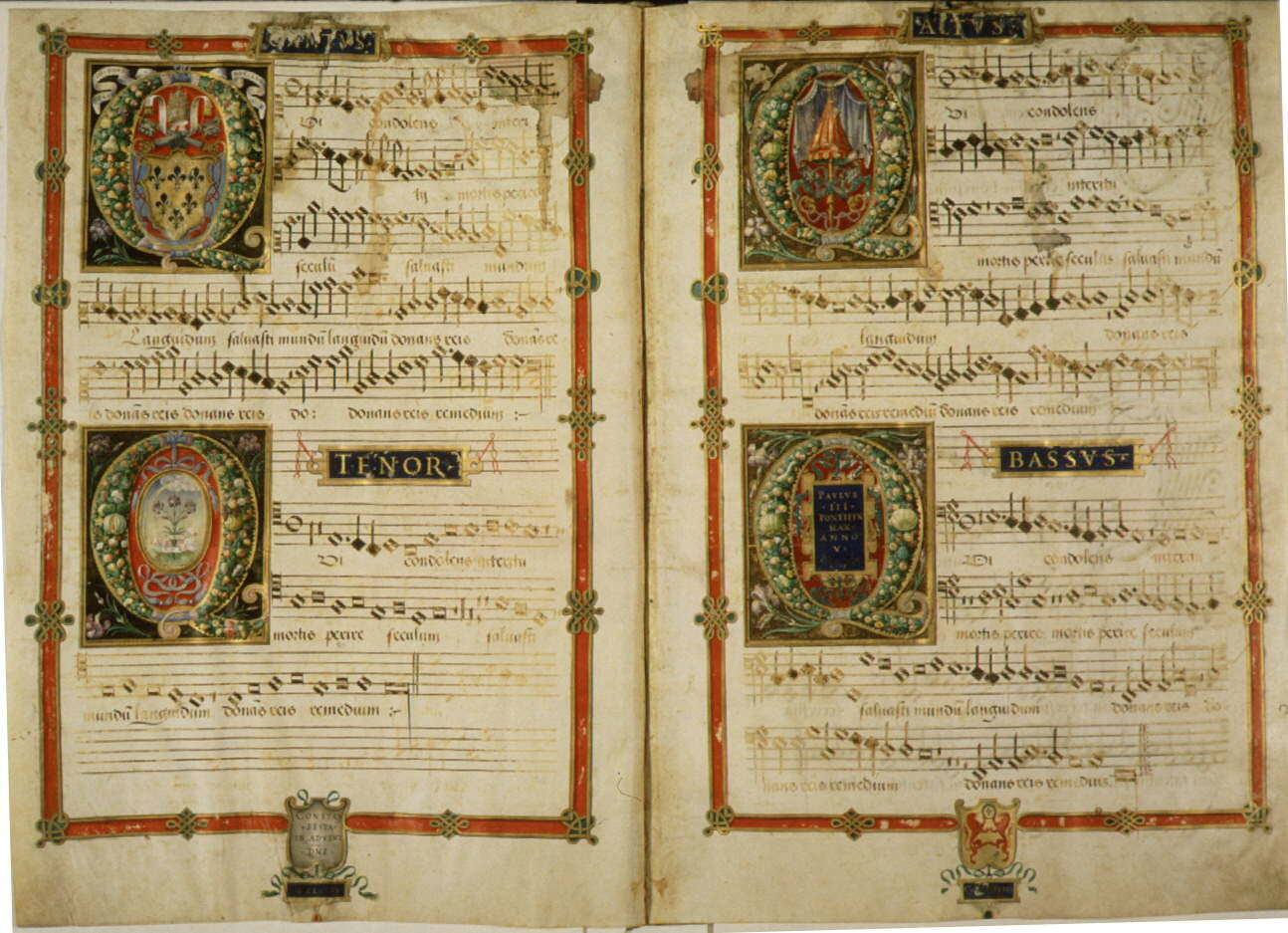
Manuscrit du Vatican

Il est considéré comme l'un des premiers compositeurs à avoir réalisé la synthèse entre le style flamand et le style populaire italien. C'est le premier madrigaliste italien et il eut une influence certaine sur le jeune Palestrina. Il écrit des madrigaux à 3 voix (Philippe Verdelot préfère 5 ou 6 voix) et se distingue par les passages au rythme rapide et de longues sections homophoniques, montrant que l'influence des formes vocales italiennes (villanesca) prédominent sur le motet.
Des madrigaux de Festa, en grande partie sur des poèmes de Pétrarque, nous sont parvenus quatre-vingts madrigaux à 3 voix, 46 à 4 voix, onze à cinq voix, un à six voix.
En plus des madrigaux, il publie, principalement, entre 1543 et 1549, 7 recueils de musique sacrée, parmi lesquels on trouve 4 messes, plus de 40 motets, une série de lamentations, de nombreux magnificats et litanies mariales. Le conservatisme romain le pousse à utiliser le même style que celui de ses œuvres profanes en privilégiant les passages homophoniques aux contrepoints complexes. Il aurait composé une déploration "Quis dabit oculis nostris" sur la mort d'Anne de Bretagne en 1514? (reprise et adaptée à la mort de Maximilien 1er d'Autriche en 1519?).
Publications
- Primo libro de' madrigali a 3 voci (Venise, Gardano, 1541);
- Il vero libro di madrigali a 3 voci (ibid, idem, 1543.);
- Treize madrigaux ont été publiés dans Del tertio libro de i madrigali di Archadelt (ibid., G. Scotto, 1539);
- Magnificat in tutti gli otto toni a 4 voci (ibid, Idem, 1554.);
- Certains motets ont été publiés dans des collections, y compris d'autres auteurs, par A. Gardano à Venise en 1543 et en 1569;
- Deux Recercar sopra il canto fermo ont été publiés dans le Secondo libro di diversi capricci di A. Mayone (Naples 1609: éd. moderne, Padoue 1984).

Liste partielle de madrigaux à trois voix
- Afflitti spirti miei, siate contenti
- Ah che vuoi più cruciar m'amor
- Altro non è 'l mi' amor che 'l proprio inferno
- Altro non è 'l mi' amor che canta et riso
- Che giova saggitar un che si more
- Che parlo o dove sono
- Che se può più vedere
- Deh piacci'al cielo
- Dolor sta sempre meco
- Ingiustissimo Amor, perché sì raro, texte de Ludovico Ariosto
- Io vorrei, Dio d'amore
- Lieto non hebbi mai un giorno sol'amore
- Madonna, al volto mio pallido et smorte
- Madonn', il vostr'orgoglio
- Madonn', io mi consumo et pel grave dolor
- Madonn', io son un medico
- Madonn', io v'am'e taccio
- Non mi par che sia vero, madonna mia
- Ogni beltà, madonna, ch'io veggio
- Ogni loco m'attrista
- Qual sarà mai sì miserabil canto
- Quando ritrovo la mia pastorella
- Quel dolce foco
- Se mai vedet'amanti
- Se non fosse il sperar che mi conforta
- Sì come sete bella, gentil madonna
- Sopra una verde e dilettosa riva
- Tanta beltad'è in voi
- Una donna l'altrier fissa mirai
- Venite amanti insieme a pianger forte
- Venut'era, madonna, al mio languire